# Heartsounds
Heartsounds es un grupo musical de punk rock formado en 2009 en San Francisco, Estados Unidos. El grupo está conformado por los exintegrantes de Light This City, Laura Nichol (guitarra, vocales) y Ben Murray (guitarra, vocales), Trey Derbes (batería) y Kyle Camarillo (bajo).

## Historia

### Formación yUntil We Surrender(2009 - 2010)
La banda fue formada en 2009 por la guitarrista y cantante Laura Nichol y el baterista Ben Murray, luego de la disolución del grupo de death metal Light This City. Un año más tarde se unieron los miembros restantes, el baterista Trey Derbes y el bajista Kyle Camarillo.
En el año 2010, Heartsounds firmó contrato con el sello discográfico Epitaph Records y lanzaron su álbum debut, titulado Until We Surrender el 15 de junio de ese mismo año, producido por Zach Oheren. La canción "The Song Inside Me" también fue incluida en un disco recopilatorio de Epitaph Records, titulado New Noise en el año 2010.
Acerca de la grabación del álbum, Ben Murray dijo lo siguiente: 

"El proceso de grabación fue muy tranquilo, ya que era Laura y yo en el estudio producimos la batería, el bajo y la guitarra. En cuanto a las voces, nuestro buen amigo Nick Diener de The Swellers fue volando para que nos ayuden con la producción vocal, que terminó siendo muy beneficiosa. Después de todo está dicho y hecho, creemos que el álbum salió de maravilla y no puedo creer lo positivo que ha sido."

### Drifter(2011 - 2012)
En febrero de 2011, el grupo ingresó en el estudio para grabar su segundo álbum de estudio para lanzarlo en el verano de ese año. Para la grabación del álbum, la banda contó con el miembro de Bad Religion, Brett Gurewitz para realizar las remezclas y el ingeniero de sonido Zack Ohren como productor. Sobre la participación de Gurewitz, el cantante y guitarrista Ben Murray dijo lo siguiente en una entrevista: 

"Estamos muy a gusto con él, por lo que estamos ansiosos por ver un proceso relajado y divertido. También estamos en éxtasis por poder trabajar con Brett Gurewitz para la producción de las voces en el nuevo disco, que es realmente un sueño hecho realidad. Él es mi compositor favorito de todos los tiempos , ¿Qué más podría pedir? Creo que nos ayudará a lograr las interpretaciones vocales que realmente estamos buscando para estas canciones"

Su segundo álbum de estudio, titulado Drifter, fue lanzado el 26 de julio de 2011 a través de Epitaph Records, y el lanzamiento fue acompañado de una gira promocional por los Estados Unidos junto con los grupos Living With Lions, Make Do And Mend, Hostage Calm, The Story So Far, y Hand Guns. Unos días antes del lanzamiento, se pudo escuchar un adelanto de la canción "Drifter" a través del sitio web Altpress.com.
En abril de 2012, Heartsounds estuvo de gira con los grupos musicales The Flatiners y Waster en Canadá y en los Estados Unidos, y por Europa junto con el grupo No Trigger, como así también comenzarán una gira en agosto por Japón con el grupo musical Cleave.

### Internal Eyes(2013 - presente)
En marzo de 2013, Heartsounds estuvo de gira como banda de soporte del conjunto Anti Flag por el vigésimo aniversario de la banda, junto a grupos como Dead to Me, Civil War Rust y The Melvinator.
En mediados de ese mismo año comenzaron las sesiones de grabación del tercer álbum de estudio del grupo, titulado Internal Eyes, los cuales anunciaron a través de su cuenta en Tumblr y en YouTube que el mismo será lanzado el 15 de octubre de 2013 a través del sello discográfico Epitaph. La banda ha dado a conocer algunos de los títulos de las canciones del álbum, como "Cycles" y "The World Up There".

## Influencias musicales
Los miembros del grupo señalaron como sus principales influencias a los grupos Strung Out, Good Riddance, Bad Religion, A Wilhelm Scream, Hot Water Music, Propagandhi, entre otros.

## Discografía

### Discos de estudio
| Año  | Álbum                                                                                    |
| ---- | ---------------------------------------------------------------------------------------- |
| 2010 | Until We Surrender - Lanzamiento: 15 de junio de 2010 - Sello discográfico: Epitaph      |
| 2011 | Drifter - Lanzamiento: 26 de julio de 2011 - Sello discográfico: Epitaph Records         |
| 2013 | Internal Eyes - Lanzamiento: 15 de octubre de 2013 - Sello discográfico: Epitaph Records |

### Álbumes recopilatorios
| Año  | Álbum                              |
| ---- | ---------------------------------- |
| 2010 | New Noise - Sello: Epitaph Records |

### Sencillos
| Año  | Título               | Álbum              |
| ---- | -------------------- | ------------------ |
| 2010 | "The Song Inside Me" | Until We Surrender |

### Videos musicales
| Año  | Título          | Álbum   |
| ---- | --------------- | ------- |
| 2011 | "Drifter"       | Drifter |
| 2012 | "Unconditional" | Drifter |

## Miembros
- Ben Murray - guitarra, vocales (2009 - presente)
- Laura Nichol - guitarra, vocales (2009 - presente)
- Trey Derbes - batería (2010 - presente)
- Kyle Camarillo - bajo (2010 - presente)

## Cronología
|                |                    |         |      |               |  |
|                | Until We Surrender | Drifter |      | Internal Eyes |  |
| 2009           | 2010               | 2011    | 2012 | 2013          |  |
| Ben Murray     |                    |         |      |               |  |
| Laura Nichol   |                    |         |      |               |  |
| Trey Derbes    |                    |         |      |               |  |
| Kyle Camarillo |                    |         |      |               |  |

|  | Álbum editado |  | Voz principal y guitarra |  | Bajo |

|  | Batería |  | Guitarra y voz |